# Xylotrechus abyssinicus
Xylotrechus abyssinicus là một loài bọ cánh cứng trong họ Cerambycidae.